# Thomas Christian von Berlepsch
Thomas Christian von Berlepsch (* 1668 auf Schloss Buhla; † 21. November 1752 in Kassel) war kurbrandenburgischer Generaladjutant, Erbkämmerer in Hessen-Kassel und Generallieutenant in der Hessen-kasselschen Armee.

## Leben

### Familie
Thomas Christian von Berlepsch entstammte dem Adelsgeschlecht derer von Berlepsch. Er war der Sohn des Obristen Christian Günther von Berlepsch († 1694) und dessen Ehefrau Sophie Katharine Grote. Er kam auf Schloss Buhla zur Welt, das seit dem Ende des 16. Jahrhunderts 300 Jahre lang im Besitz derer von Berlepsch war.
Am 7. August 1707 heiratete er Henriette von Tettnau (1687–1761), Tochter des Johann Georg von Tettau und der Eva geb. von Wreech. Aus der Ehe stammen die Kinder Friedrich (1708–1762), königlich polnischer Generalmajor, und Caroline Ulrike (* 1726).

### Wirken
Thomas Christian schlug eine militärische Laufbahn ein und kam, bevor er 1741 in die Dienste des Landgrafen Friedrich I. von Hessen-Kassel trat, in die Kurbrandenburgische Armee, wo er zuletzt Oberstlieutenant und Generaladjutant war. Unter dem Landgrafen, der durch Heirat in den Jahren von 1720 bis 1751 König von Schweden war und nach dem Tod seines Vaters Karl 1730 die Herrschaft in Hessen-Kassel übernahm, wurde Thomas Christian 1741 als Ältester seines Geschlechts Erbkämmerer. In der Hessen-kasselschen Armee war Berlepsch Generallieutenant und zugleich Gouverneur von Kassel.